# ACTION! (ROCK'A'TRENCHのアルバム)
『ACTION!』（アクション!）は、ROCK'A'TRENCHの1枚目のフル・アルバムである。発売元はワーナーミュージック・ジャパン。

## 概要
- 最初のフルアルバム。初めてオリコン10入りを果たしたシングル「My SunShine」を含みシングル5枚を収録している。また、このアルバムもオリコントップ10入りを果たした。
- 初回限定盤には、それまでに発売したシングル全曲のPVを収録したDVDが付いている。これに加え、オフショット、2009年4月14日、大阪BIGCATで行われたライブからMy SunShineの映像を収録している。
- 初回限定盤と通常盤（初回プレス）ともに、『「ACTION!」発売記念フリーライブ＆サイン会』サイン会参加券が封入されていた。

## 収録曲
1. Lost
セイコーマートオリジナル缶コーヒー「グランディア」CMソング。
2. My SunShine
6thシングル。フジテレビ系ドラマ「メイちゃんの執事」主題歌。
3. 好きなんだBaby
4. 真夏の太陽
7thシングル。ハウスウェルネスフーズ「C1000レモンウォーター」CMソング、北海道テレビ「夢チカ18」2009年8月度オープニングテーマ、関西テレビ「満たして!好奇心」エンディングテーマ。このアルバムの先行シングルである。
5. カクメイノウタ〜Diggin`〜
4thシングル。フジテレビ系アニメ「ゲゲゲの鬼太郎」エンディングテーマ。
6. Every Sunday Afternoon
5thシングル。
7. No Remedy
8. JUMP STAR
学校法人モード学園 HALCMソング。
9. Don't Stop The Music
10. Higher
1stシングル。北海道テレビ「夢チカ18」2007年7月度エンディングテーマ。
11. 暁〜あかつき〜
12. ヒートアイランド
3rdシングル。映画「ヒートアイランド」主題歌。
13. 砂の風に乗って
朝日放送ドラマ「学問ノススメ」テーマ・ソング。
14. ランナーズ・ハイ

### DVD【初回限定盤のみ】
PV
1. Higher
2. ヒートアイランド
3. カクメイノウタ～Diggin'～
4. Every Sunday Afternoon
5. My SunShine
6. JUMP STAR
7. 真夏の太陽
  - オフショット特典映像も収録

LIVE
1. My SunShine(@大阪BIGCAT 09.04.14)